# Copa de Europa de baloncesto 1988-89
La trigésimo segunda edición de la Copa de Europa de Baloncesto fue ganada por el conjunto yugoslavo de la Jugoplastika Split, que lograba así su primer campeonato, derrotando en la final al equipo israelí del Maccabi Elite, que perdía su tercera final de forma consecutiva. La final four se disputó en el Olympiahalle de Múnich.

## Primera ronda
| Equipo 1         | Agr.    | Equipo 2         | Ida    | Vuelta  |
| ---------------- | ------- | ---------------- | ------ | ------- |
| Partizani Tirana | 180-176 | ZTE              | 101–90 | 79–86   |
| BMS              | 172-191 | Sunair Oostende  | 86–97  | 86–94   |
| Ovarense         | 227-151 | Contern          | 113–64 | 114–87  |
| AEL              | 143-230 | Aris             | 67–115 | 76–115  |
| KTP              | 217-173 | Champel Genève   | 101–66 | 116–107 |
| Eczacıbaşı       | 141-145 | Zbrojovka Brno   | 79–66  | 62–79   |
| Asker            | 155-234 | Nashua EBBC      | 81–103 | 74–131  |
| Klosterneuburg   | 155-156 | Balkan Botevgrad | 83–82  | 72–74   |

## Octavos de final
| Equipo 1         | Agr.    | Equipo 2         | Ida    | Vuelta |
| ---------------- | ------- | ---------------- | ------ | ------ |
| Partizani Tirana | 156-192 | Scavolini Pesaro | 72–84  | 84–108 |
| Sunair Oostende  | 182-197 | Maccabi Elite    | 91–104 | 91–93  |
| Ovarense         | 163-207 | Jugoplastika     | 87–94  | 76–113 |
| Södertälje       | 175-190 | Aris             | 93–85  | 82–105 |
| KTP              | 152-181 | FC Barcelona     | 78–87  | 74–94  |
| Zbrojovka Brno   | 141-240 | Limoges          | 87–111 | 54–129 |
| Nashua EBBC      | 176-160 | Saturn Köln      | 90–87  | 86–73  |
| Balkan Botevgrad | 148-190 | CSKA Moscú       | 80–103 | 68–87  |

## Cuartos de final
|  | Los cuatro primeros se clasifican para la Final four |

|    | Equipo           | Par. | Pts. | G  | P  | PF   | PC   |
| -- | ---------------- | ---- | ---- | -- | -- | ---- | ---- |
| 1. | Maccabi Elite    | 14   | 26   | 12 | 2  | 1314 | 1221 |
| 2. | FC Barcelona     | 14   | 25   | 11 | 3  | 1207 | 1120 |
| 2. | Jugoplastika     | 14   | 22   | 8  | 6  | 1205 | 1167 |
| 4. | Aris             | 14   | 22   | 8  | 6  | 1269 | 1261 |
| 5. | Limoges          | 14   | 20   | 6  | 8  | 1269 | 1266 |
| 6. | Scavolini Pesaro | 14   | 19   | 5  | 9  | 1130 | 1174 |
| 7. | CSKA Moscú       | 14   | 18   | 4  | 10 | 1156 | 1194 |
| 8. | Nashua EBBC      | 14   | 16   | 2  | 12 | 1159 | 1306 |

## Final Four

### Semifinales
4 de abril, Olympiahalle, Múnich
| Equipo 1      | Resultado | Equipo 2     |
| ------------- | --------- | ------------ |
| Maccabi Elite | 99–86     | Aris         |
| FC Barcelona  | 77–87     | Jugoplastika |

### Tercer y cuarto puesto
6 de abril, Olympiahalle, Múnich
| Equipo 1 | Resultado | Equipo 2     |
| -------- | --------- | ------------ |
| Aris     | 88–71     | FC Barcelona |

### Final
| 6 de abril de 1989 | Jugoplastika                                        | 75–69                | Maccabi Elite                                            | |  |
|                    | Parciales: 35-35, 40–34                             |                      |                                                          | |  |
|                    | Estadísticas Dino Rađa 20 Dino Rađa 10 Toni Kukoč 3 | Reporte Pts Reb Asts | Estadísticas 25 Doron Jamchi 11 Kevin Mcgee 1 Ken Barlow | Pabellón: Olympiahalle, Múnich Asistencia: 12.000 espectadores Árbitros: Lubomir Kotleba (CHE), Vittorio Fiorito (ITA) |  |

| Campeón de la Copa de Europa 1988–89 |
| ------------------------------------ |
| Jugoplastika 1.er título             |

### Clasificación final
|  | Equipo        |
|  | ------------- |
|  | Jugoplastika  |
|  | Maccabi Elite |
|  | Aris          |
|  | FC Barcelona  |